# Dianna Vangsaa
Dianna Vangsaa (født 6. juni 1945) er en dansk skuespiller og lydbogsindlæser. Hun blev uddannet på Odense Teaters Skuespillerskole i 1976. Hun har medvirket i enkelte film og en del teater, men er nok mest kendt som indlæser af lydbøger, et job hun debuterede med i 1978. Hun har siden 1989 været fast tilknyttet AV-forlaget Den Grimme Ælling ved siden af sin teaterkarriere.